# Llano Verde, Veracruz
Llano Verde är en ort i Mexiko.   Den ligger i kommunen Las Choapas och delstaten Veracruz, i den sydöstra delen av landet, 600 km öster om huvudstaden Mexico City. Llano Verde ligger 24 meter över havet och antalet invånare är 125.
Terrängen runt Llano Verde är platt. Runt Llano Verde är det ganska glesbefolkat, med 29 invånare per kvadratkilometer. Närmaste större samhälle är Francisco Rueda, 15,3 km norr om Llano Verde. Omgivningarna runt Llano Verde är en mosaik av jordbruksmark och naturlig växtlighet.